# Снігурі (пілотажна група)
«Снігурі» (англ. Snowbirds, офіційно відомі як 431 авіаційно-демонстраційна ескадрилья (англ. 431 Air Demonstration Squadron, фр. 431e Escadron de démonstration aérienne) — пілотажна група Королівських ВПС Канади. Команда базується на авіабазі 15 крила авіабазі Мус-Джо поблизу Мус-Джо, Саскачеван. Для шоу використовується 11 літаків CT-114 Tutor: дев'ять для виконання фігур вищого пілотажу (два з них є солістами) та два запасних.

## Історія
Початково номером 431 у Королівських ВПС позначалася ескадрилья бомбардувальників, створена у 1942 році і розпущена у 1945. 18 січня 1954 року під цим номером була заснована тимчасова ескадрилья винищувачів на літаках Canadair Sabre (канадський варіант North American F-86 Sabre). Серед іншого ця ескадрилья виконувала і публічні повітряні шоу, поки не була розформована в 1 жовтня того ж року.
З 1969 року почалися спроби створити нову пілотажну групу на літаках Canadair CL-114 Tutor. Було проведено конкурс на кращу назву, в якому перемогла назва «Snowbirds» , що була офіційно затверджена 25 червня 1971 року як назва повітряної демонстраційної групи збройних сил Канади. 1 квітня 1978 року ця команда була сформована як окрема ескадрилья, якій було присвоєно номер 431 .
Перший виступ команди відбувся 11 липня 1971 року на їхній домашній базі Мус-Джо під час авіашоу Homecoming '71. Перший закордонний виступ пройшов 27 листопада 1971 року на авіабазі Вільямс.
«Снігурі» стали першою пілотажною групою в світі, яка використовувала музику у своєму шоу, також часто під час виступів транслюються у прямому ефірі коментарі пілотів.
Авіашоу в Інувіку (Північно-Західні території) у 1974 році було першим випадком, коли виступ будь-якої пілотажної групи відбувався опівночі (в умовах білої ночі на північ від Полярного кола).
На церемонії відкриття зимових Олімпійських ігор у Калгарі 1988 року «Снігурі» вперше використали кольоровий дим. Його кольори представляли п'ять кольорів олімпійських кілець.

## Інциденти
| Дата            | Місце                               | Причина                                       | Жертви                     | Руйнування         |
| --------------- | ----------------------------------- | --------------------------------------------- | -------------------------- | ------------------ |
| 10 червня 1972  | авіабаза Трентон, Онтаріо           | зіткнення кінчиками крил                      | 1 загиблий                 | літак розбився     |
| 14 липня 1973   | Мус-Джо, Саскачеван                 | зупинка двигуна внаслідок зіткнення з птахами | пілот отримав травми спіни | літак розбився     |
| 16 липня 1977   | Пейн Філд, Вашингтон                | зіткнення в повітрі при зміні формації        | відсутні                   | 2 літаки розбилися |
| 3 травня 1978   | Гранд-Прері, Альберта               | відмова хвостового стабілізатора              | 1 загиблий                 | літак розбився     |
| 17 червня 1986  | Кармайкл, Саскачеван                | зіткнення в повітрі                           | незначні травми            | літак розбився     |
| 3 вересня 1989  | Торонто, Онтаріо                    | зіткнення у повітрі                           | 1 загиблий                 | 2 літаки розбилися |
| 26 лютого 1991  | Мус-Джо, Саскачеван                 | аварія під час польоту                        | незначні травми            | літак розбився     |
| 14 серпня 1992  | Мус-Джо, Саскачеван                 | відмова двигуна                               | відсутні                   | літак розбився     |
| 22 жовтня 1992  | Баготвіль, Квебек                   | зіткнення у повітрі                           | відсутні                   | 2 літаки розбилися |
| 21 березня 1994 | Мус-Джо, Саскачеван                 | відмова двигуна                               | незначні травми            | літак розбився     |
| 24 вересня 1995 | Поінт-Мугу, Каліфорнія              | три літаки зіткнулися з птахами               | відсутні                   | літаки розбилися   |
| 7 червня 1997   | Гленс-Фоллс (Нью-Йорк)              | торкання крилами                              | відсутні                   | літаки розбилися   |
| 10 грудня 1998  | Мус-Джо, Саскачеван                 | зіткнення у повітрі                           | 1 загиблий                 | літак розбився     |
| 27 лютого 1999  | Мус-Джо, Саскачеван                 | носове шасі зламалося при приземленні         | відсутні                   | літак пошкоджено   |
| 4 вересня 2000  | Торонто, Онтаріо                    | торкання літаків                              | відсутні                   | літак пошкоджено   |
| 10 квітня 2001  | Комокс, Британська Колумбія         | відмова носового і крилових шасі              | відсутні                   | літак пошкоджено   |
| 21 червня 2001  | поблизу Лондону, Онтаріо            | зіткнення у повітрі                           | серйозні травми            | літак розбився     |
| 10 грудня 2004  | Моссбанк, Саскачеван                | зіткнення у повітрі                           | 1 загиблий                 | 2 літаки розбилися |
| 24 серпня 2005  | поблизу Тандер-Бей, Онтаріо         | відмова двигуна                               | незначні травми            | літак розбився     |
| 18 травня 2007  | поблизу Грейт-Фолс (Монтана)        | відмова фіксуючого ременя                     | 1 загиблий                 | літак розбився     |
| 9 жовтня 2008   | поблизу Мус-Джо, Саскачеван         | помилка пілота                                | 2 загиблих                 | літак розбився     |
| 1 березня 2011  | Мус-Джо, Саскачеван                 | посадка з невипущеним шасі                    | відсутні                   | літак пошкоджено   |
| 26 серпня 2017  | Грінвуд, Нова Шотландія             | займання носового шасі                        | відсутні                   | літак пошкоджено   |
| 13 жовтня 2019  | Брукс (Джорджія)                    | відмова системи подачі палива                 | незначні травми            | літак розбився     |
| 17 травня 2020  | Камлупс (Британська Колумбія)       | звалювання внаслідок зіткнення з птахами      | 1 загиблий, 1 поранений    | літак розбився     |
| 2 серпня 2022   | Форт-Сент-Джон, Британська Колумбія | відмова двигуна                               | відсутні                   | літак розбився     |

## Нагороди та відзнаки
- У 1982 році Пошта Канади випустила марку номіналом 17 ¢ із зображенням літака Snowbird № 5 (бортовий номер 114155).
- 8 червня 1994 року Snowbirds одержали нагороду «Пояс Оріона» за 1994 рік від Зала слави авіації Канади[en].
- 16 жовтня 1999 року ескадрилья з нагоди 25 років служби отримала власну кольорову схему. Під час тієї ж церемонії Асоціація Королівських ВПС вручила команді нагороду «Золоті яструби» 1999 року за видатні результати в галузі канадської військової авіації.
- 28 червня 2006 року Пошта Канади випустила дві внутрішні марки (51 ¢) на честь 35-річчя команди. Королівський монетний двір Канади[en] тоді ж випустив срібну пам'ятну монету номіналом 5 доларів.

## Галерея

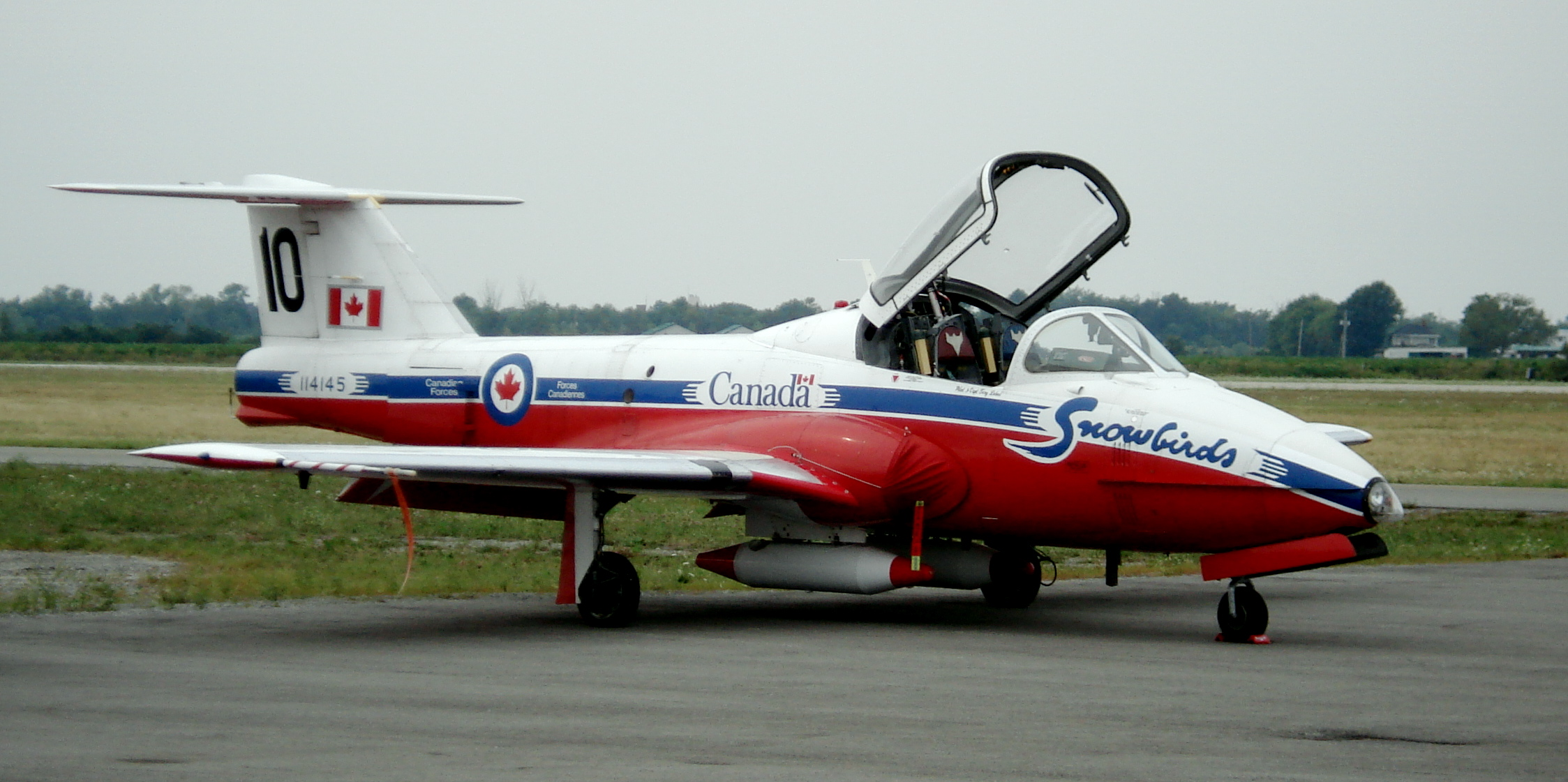
Один з літаків CT-114 Tutor команди.
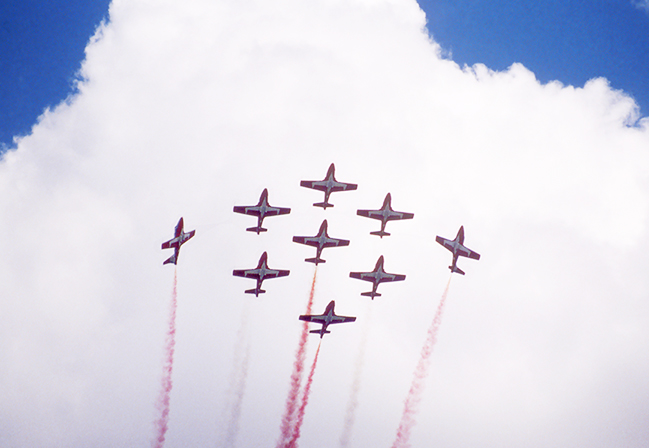
Едмонтон (Намао), 20 травня 1990 року. 1000-е офіційне шоу команди.
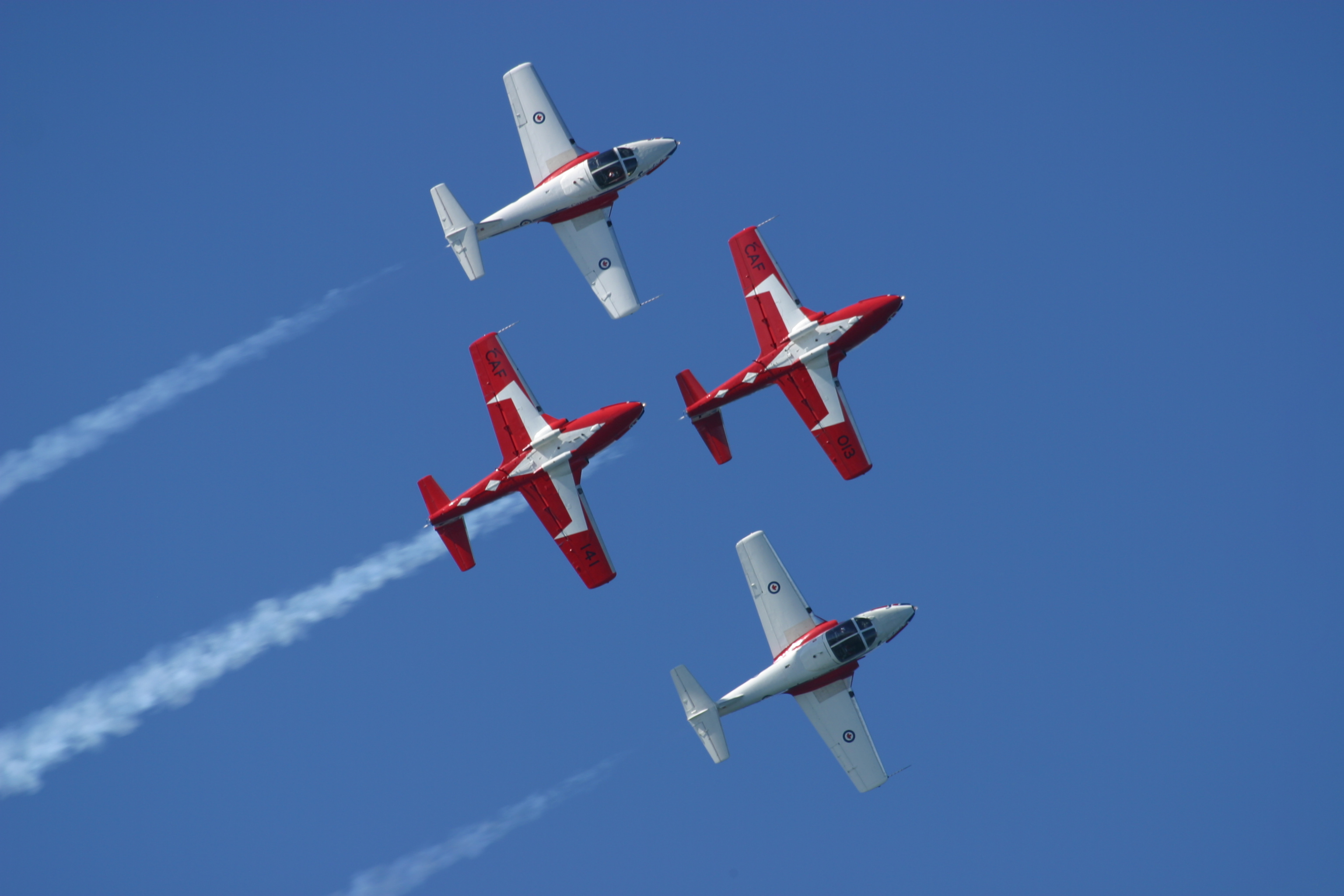
Сан-Франциско, 2004.
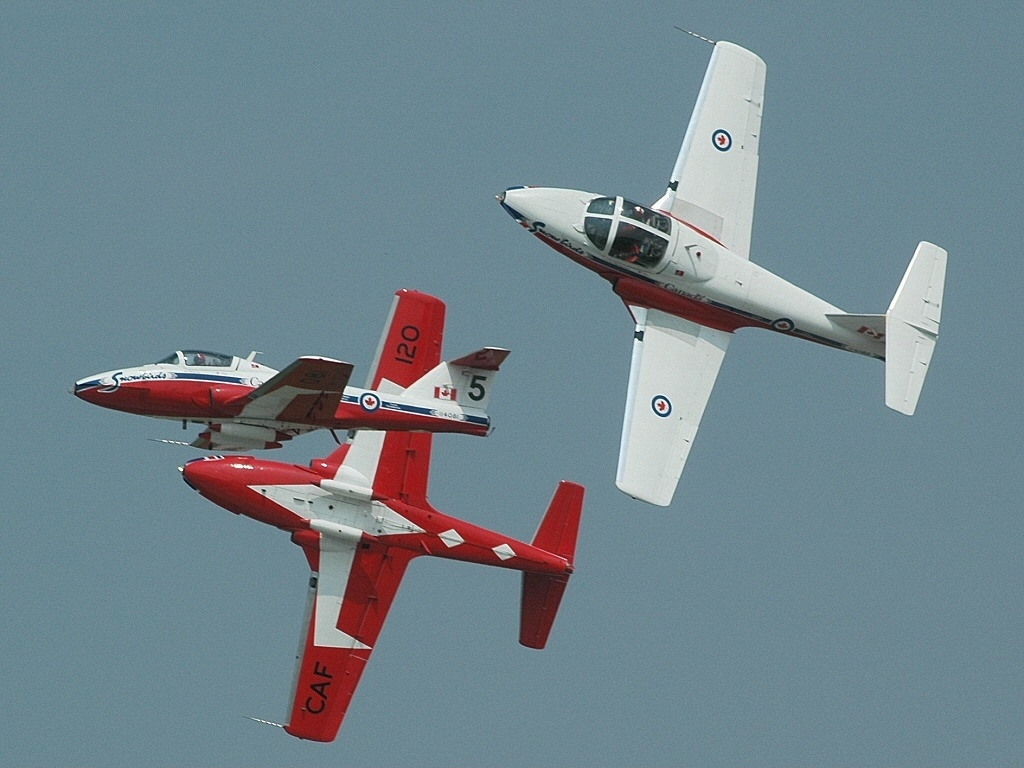
Лондон, Veterans' Flying Salute, 2005.
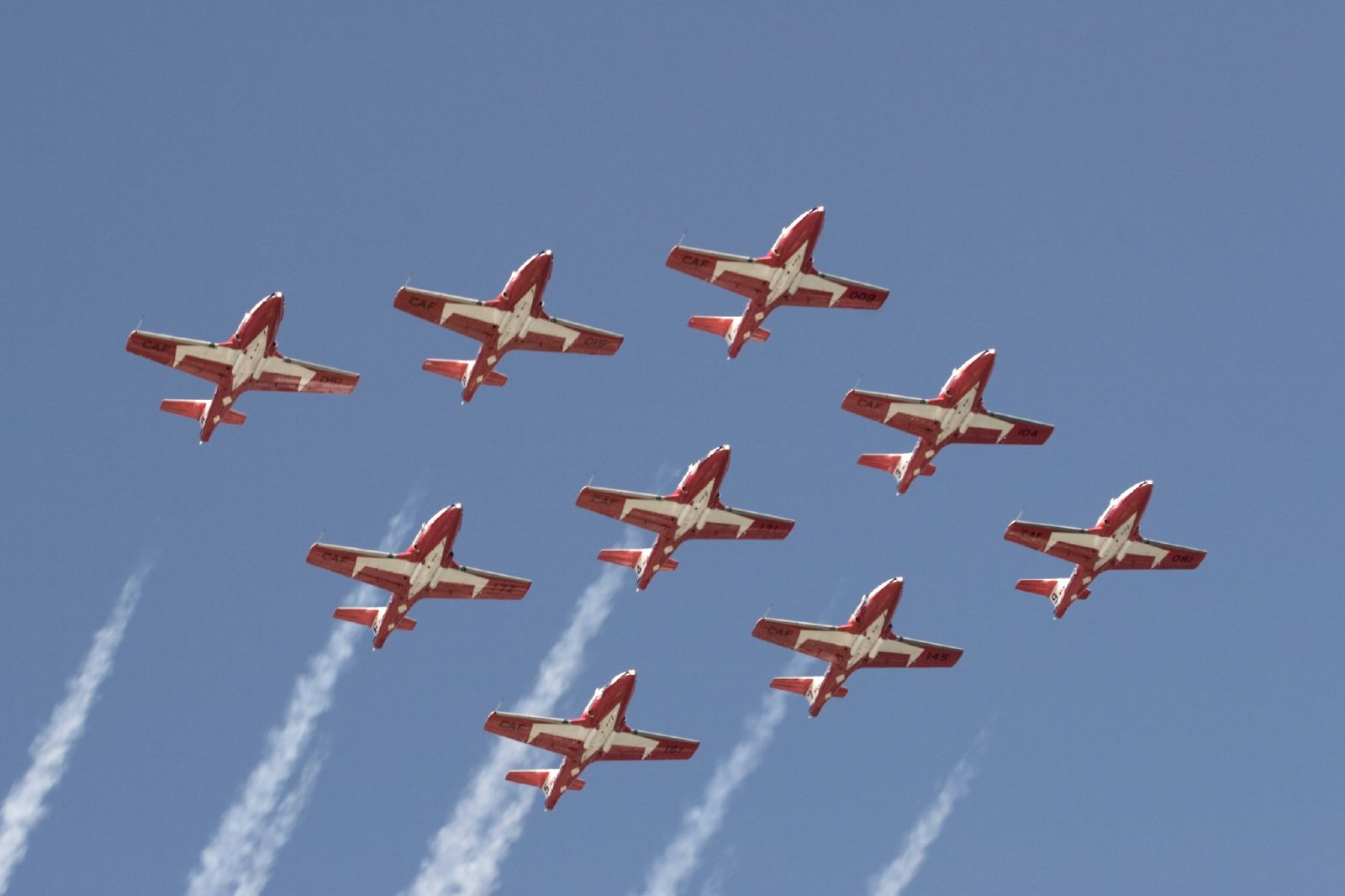
Формація «Big Diamond», Canadian International Air Show, Торонто, 2007.
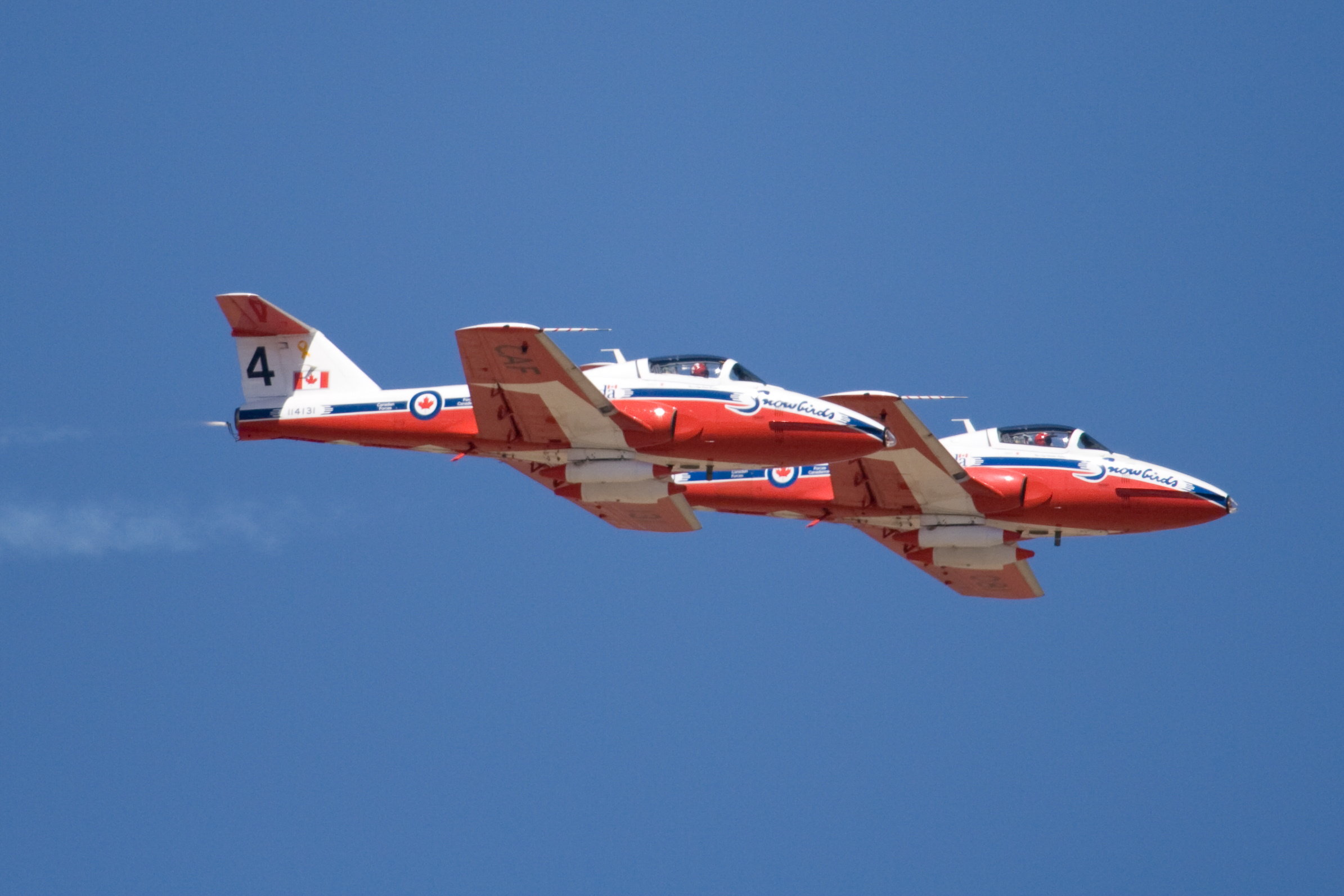
Reno Air Races & Air Show, Ріно (Невада), 2007.